# Associazione Calcio Pro Sesto 1992-1993
Questa pagina raccoglie le informazioni riguardanti l'Associazione Calcio Pro Sesto nelle competizioni ufficiali della stagione 1992-1993.

## Stagione
Nella stagione 1992-1993 la Pro Sesto ha disputato il girone A del campionato di Serie C1, ottenendo l'ottavo posto in classifica con 32 punti. Il torneo è stato vinto dal Ravenna con 45 punti davanti al Vicenza con 43 punti, entrambe promosse in Serie B. Dopo lo straordinario finale del campionato scorso, viene riconfermato alla guida della Pro Sesto Gianfranco Motta. La squadra biancoceleste disputa un buon campionato, raccogliendo 17 punti nel girone di andata, chiuso al sesto posto, e 15 nel girone di ritorno, chiuso con due sconfitte a Carrara ed in casa con il Palazzolo. Tutta la squadra è comunque da elogiare, ma una citazione particolare la meritano il tandem di attacco, composto da Tommaso Porfido e Fabian Valtolina autori di 20 delle 33 reti segnate. Il campionato viene vinto con merito dal Ravenna e dal Vicenza che salgono in Serie B. Nella Coppa Italia la Pro Sesto esce nel doppio confronto del primo turno eliminata dal Pergocrema.

## Rosa
| N. |                   | Ruolo | Calciatore           |
| -- | ----------------- | ----- | -------------------- |
|    | Italia (bandiera) | C     | Marcello Albino      |
|    | Italia (bandiera) | A     | Giovanni Bonavita    |
|    | Italia (bandiera) | C     | Massimiliano Caliari |
|    | Italia (bandiera) | P     | Fabrizio Casazza     |
|    | Italia (bandiera) | C     | Luca Corti           |
|    | Italia (bandiera) | D     | Stefano Di Gioia     |
|    | Italia (bandiera) | C     | Ferdinando Fornasier |
|    | Italia (bandiera) | D     | Cristiano Giaretta   |
|    | Italia (bandiera) | C     | Marco Lo Pinto       |
|    | Italia (bandiera) | D     | Fabio Macellari      |

| N. |                   | Ruolo | Calciatore               |
| -- | ----------------- | ----- | ------------------------ |
|    | Italia (bandiera) | D     | Claudio Mandotti         |
|    | Italia (bandiera) | D     | Claudio Maretti          |
|    | Italia (bandiera) | A     | Ivan Maruzzelli          |
|    | Italia (bandiera) | C     | Giuliano Melosi          |
|    | Italia (bandiera) | D     | Davide Mezzanotti        |
|    | Italia (bandiera) | P     | Roberto Perrone          |
|    | Italia (bandiera) | A     | Tommaso Porfido          |
|    | Italia (bandiera) | D     | Massimiliano Tacchinardi |
|    | Italia (bandiera) | A     | Fabian Valtolina         |
|    | Italia (bandiera) | C     | Moreno Zocchi            |

## Risultati

### Campionato

#### Girone di andata
| Alessandria 30 agosto 1992 1ª giornata | Alessandria               | 0 – 0 | Pro Sesto | Stadio Giuseppe Moccagatta\| Arbitro: \| Zuccolini (Reggio Emilia) \| |
| Arbitro:                               | Zuccolini (Reggio Emilia) |       |           |                                                                       |

| Arbitro: | Siciliano (Brindisi) |

|  |           |              |
|  | Marcatori | 76’ Montella |

| Arbitro: | Pisacreta (Salerno) |

|                           |           |                               |
| Rossini 43’ S. Protti 77’ | Marcatori | 26’, 73’ Porfido 31’ Lo Pinto |

| Arbitro: | Piretti (Ravenna) |

|               |           |              |
| Valtolina 28’ | Marcatori | 18’ Clementi |

| Sesto San Giovanni 27 settembre 1992 5ª giornata | Pro Sesto                   | 0 – 0 | Spezia | Stadio Breda\| Arbitro: \| Ruggiero (Nocera Inferiore) \| |
| Arbitro:                                         | Ruggiero (Nocera Inferiore) |       |        |                                                           |

| Arbitro: | Senzacqua (Ascoli Piceno) |

|                           |           |  |
| Gatti 8’ Bonazzi 31’, 62’ | Marcatori |  |

| Arbitro: | Tombolini (Ancona) |

|              |           |            |
| Valtolina 3’ | Marcatori | 34’ Pedone |

| Arbitro: | Bancale (Latina) |

|                      |           |                           |
| Di Curzio 80’ (rig.) | Marcatori | 59’ Porfido 85’ Valtolina |

| Arbitro: | Rigutto (Maniago) |

|                          |           |  |
| Lo Pinto 62’ Porfido 81’ | Marcatori |  |

| Arbitro: | Zuccolini (Reggio Emilia) |

|            |           |  |
| Valoti 35’ | Marcatori |  |

| Arbitro: | De Prisco (Nocera Inferiore) |

|             |           |  |
| Mezzini 59’ | Marcatori |  |

| Arbitro: | Gronda (Genova) |

|                                  |           |  |
| Valtolina 44’ Porfido 61’ (rig.) | Marcatori |  |

| Arbitro: | Minotti (Frosinone) |

|                                        |           |            |
| Francioso 21’ Pradella 65’ Baldini 67’ | Marcatori | 33’ Albino |

| Sesto San Giovanni 16 dicembre 1992 14ª giornata | Pro Sesto         | 0 – 0 | Siena | Stadio Breda\| Arbitro: \| Innocente (Udine) \| |
| Arbitro:                                         | Innocente (Udine) |       |       |                                                 |

| Arbitro: | Contente (Salerno) |

|  |           |                           |
|  | Marcatori | 70’ Valtolina 88’ Porfido |

| Arbitro: | Giove (Bari) |

|                          |           |  |
| Melosi 37’ Valtolina 52’ | Marcatori |  |

| Arbitro: | Vendramin (Castelfranco Veneto) |

|                         |           |                         |
| Picardi 2’ Tedeschi 45’ | Marcatori | 11’ Albino 88’ Bonavita |

#### Girone di ritorno
| Sesto San Giovanni 24 gennaio 1993 18ª giornata | Pro Sesto           | 0 – 0 | Alessandria | Stadio Breda\| Arbitro: \| Di Filippo (Chieti) \| |
| Arbitro:                                        | Di Filippo (Chieti) |       |             |                                                   |

| Empoli 31 gennaio 1993 19ª giornata | Empoli             | 0 – 0 | Pro Sesto | Stadio Carlo Castellani\| Arbitro: \| Gambino (Barletta) \| |
| Arbitro:                            | Gambino (Barletta) |       |           |                                                             |

| Arbitro: | Daneluzzi (Latisana) |

|                          |           |  |
| Porfido 52’ Lo Pinto 86’ | Marcatori |  |

| Arbitro: | Bertocci (Genova) |

|            |           |                         |
| Bonomi 67’ | Marcatori | 8’ Maretti 11’ Lo Pinto |

| La Spezia 21 febbraio 1993 22ª giornata | Spezia           | 0 – 0 | Pro Sesto | Stadio Alberto Picco\| Arbitro: \| Pizzini (Verona) \| |
| Arbitro:                                | Pizzini (Verona) |       |           |                                                        |

| Arbitro: | Capraro (Cassino) |

|               |           |  |
| Valtolina 85’ | Marcatori |  |

| Arbitro: | Casaluci (Lecce) |

|                              |           |  |
| Cappellini 78’ Mirabelli 88’ | Marcatori |  |

| Arbitro: | Divino (Lido di Ostia) |

|  |           |             |
|  | Marcatori | 52’ Gennari |

| Arbitro: | Montesano (Napoli) |

|             |           |           |
| Murgita 46’ | Marcatori | 9’ Albino |

| Arbitro: | Tombolini (Ancona) |

|  |           |            |
|  | Marcatori | 13’ Valoti |

| Arbitro: | D'Agostini (Roma) |

|                                     |           |            |
| Valtolina 9’ Porfido 45’ Albino 89’ | Marcatori | 70’ Cerone |

| Arbitro: | Strazzera (Trapani) |

|                         |           |  |
| Damiani 32’, 36’ (rig.) | Marcatori |  |

| Arbitro: | Santoruvo (Bari) |

|                    |           |               |
| Porfido 20’ (rig.) | Marcatori | 17’ Francioso |

| Arbitro: | Cicogna (San Donà di Piave) |

|            |           |                         |
| Lapini 32’ | Marcatori | 36’ (rig.), 82’ Porfido |

| Arbitro: | P. Rossi (Ciampino) |

|                            |           |  |
| Bonavita 77’ Valtolina 84’ | Marcatori |  |

| Arbitro: | Siciliano (Brindisi) |

|                            |           |  |
| Figaia 40’ L. Bizzarri 71’ | Marcatori |  |

| Arbitro: | Tripaldi (Potenza) |

|              |           |                  |
| Bonavita 25’ | Marcatori | 74’, 88’ Cortesi |

## Coppa Italia
| Arbitro: | Capozzi (Vicenza) |

|              |           |  |
| Salamone 12’ | Marcatori |  |

| Sesto San Giovanni 23 agosto 1992 1º turno - Ritorno | Pro Sesto      | 0 – 0 | Pergocrema | Stadio Breda\| Arbitro: \| Baudo (Torino) \| |
| Arbitro:                                             | Baudo (Torino) |       |            |                                              |